# هاني حسن
هاني حسن هو مهندس معماري فلسطيني. حصل على درجة البكالوريوس في الهندسة المعمارية من جامعة غران في كولومبيا عام 1979، وتخرج من الكلية الحربية في كولومبيا عام 1990، و حصل على درجة الماجستير في التكنولوجيا المتطورة لهندسة العمارة والمباني المستدامة من جامعة مدريد في إسبانيا عام 1998.

## حياته العملية
أسس هاني شركة للاستشارات الهندسية في بوغوتا كولومبيا عام 1985، وعمل في مجال الاستشارات الهندسية في كولومبيا والولايات المتحدة الأميركية. نقل شركته إلى فلسطين في عام 1998 تحت مسمى هاني حسن معماريون ومهندسون مستشارون، ليكمل في مجال الاستشارات الهندسية. شغل عضواً في المعهد الأمريكي للمهندسين المعماريين، وعضواً في الجامعة الكولومبية للمعماريين، وعضواً في نقابة المهندسين الأردنيين في القدس، وعضواً في اتحاد المهندسين العرب. تميز أسلوبه بالخروج عن الأنماط التقليدية المعروفة، كتصميمه في استغلال البيوت القديمة في فلسطين لبناء نموذج يحاكي تقاليد البناء الفلسطينية بلمسات عصريّة حديثة، مع مراعاة أحوال الطقس عند تصميم البيوت وخاصة عند عزلها وتظليلها. قام هاني بالعديد من المشاريع الحيوية في فلسطين منها قصر الضيافة في قرية سردا، وضريح الرئيس ياسر عرفات، والجامعة العربية الأمريكية في رام الله، وجامع سردا الكبير.

## جوائزه
حصل حسن على عدة جوائز عالمية منها جائزة اي ديزاين أوورد أند كومبيتيشين التي أقيمت في إيطاليا، عن تصميمه للصالة الرياضية الخاصة بالجامعة العربية الأمريكية في جنين، والجائزة العالمية للعمارة عام 2010، في الولايات المتحدة الأمريكية، عن تصميمه للبيت الصحراوي في أريحا.